# Sloboda štampe
Sloboda štampe predstavlja slobodu medija za objavljivanje i širenje informacija ili mišljenja, bilo putem štampe ili elektronskih medija bez ikakve kontrole vlasti ili cenzure. Sloboda štampe označava slobodno društvo i demokratsko upravljanje.
Postoji nekoliko nevladinih organizacija koje uz ocenjivanje nekoiko kriterijuma određuju procenat slobode medija u svetu. Najpoznatije organizacije su reporteri bez granica i Freedom House.

## Spoljašnje veze
- Odbor za svetsku slobodu štampe Архивирано на веб-сајту  (24. јул 2010)